# Herzog & de Meuron Architekten

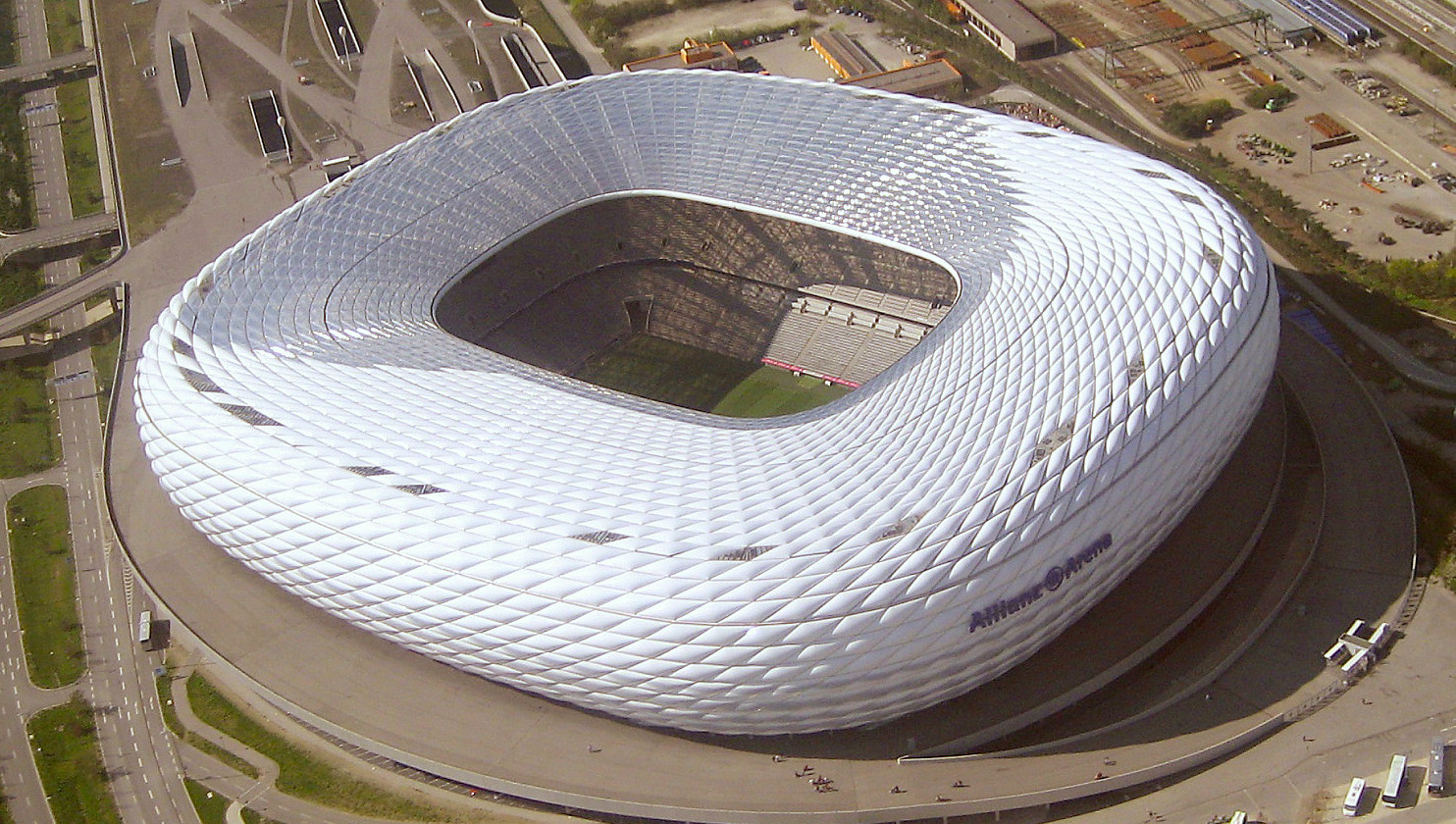
Альянц Арена, Мюнхен

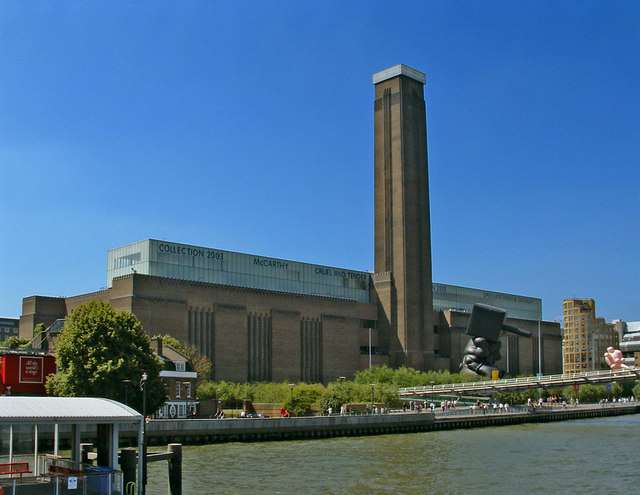
Тейт Модерн

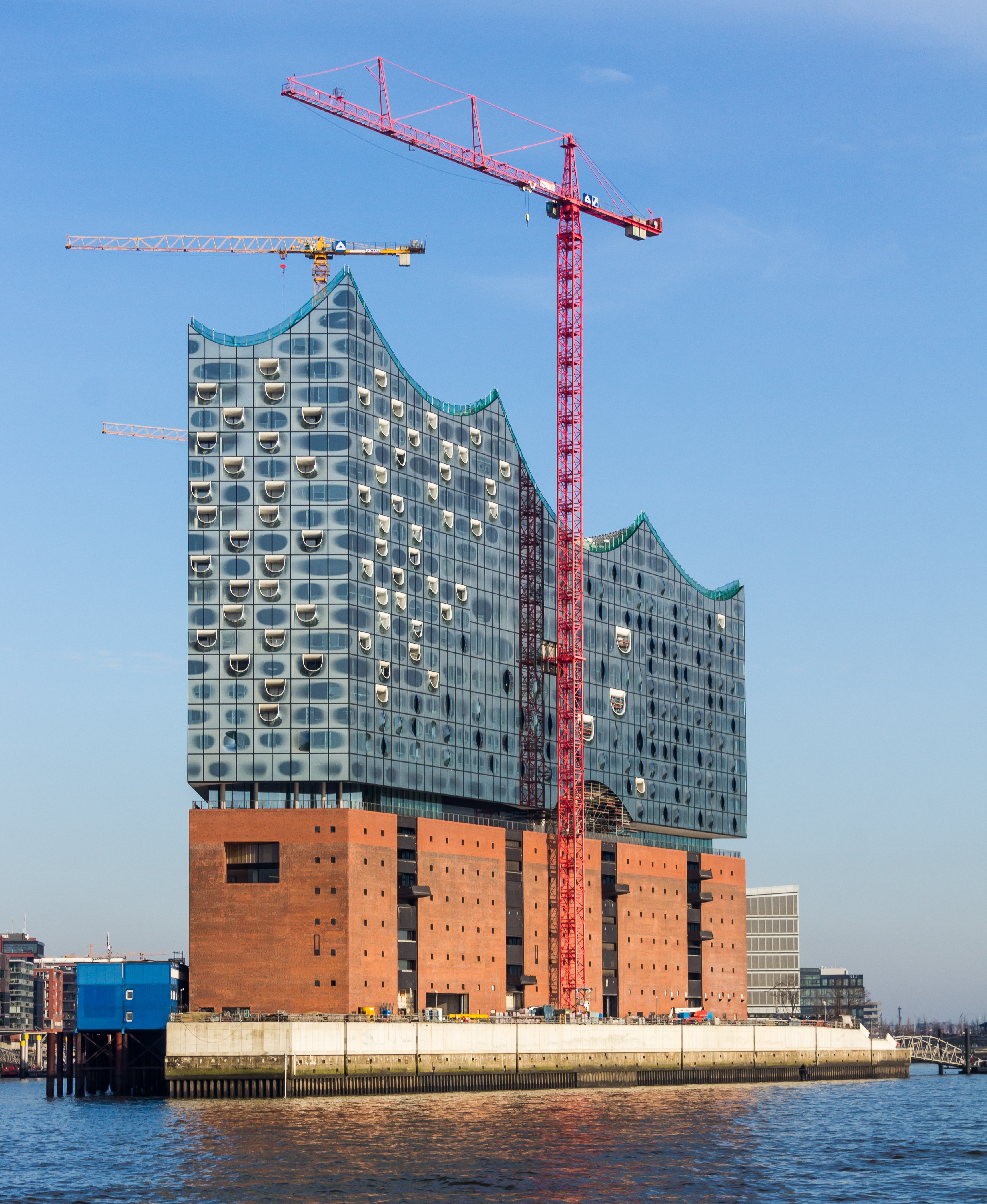
Ельбська філармонія, Гамбург (2007-2016)

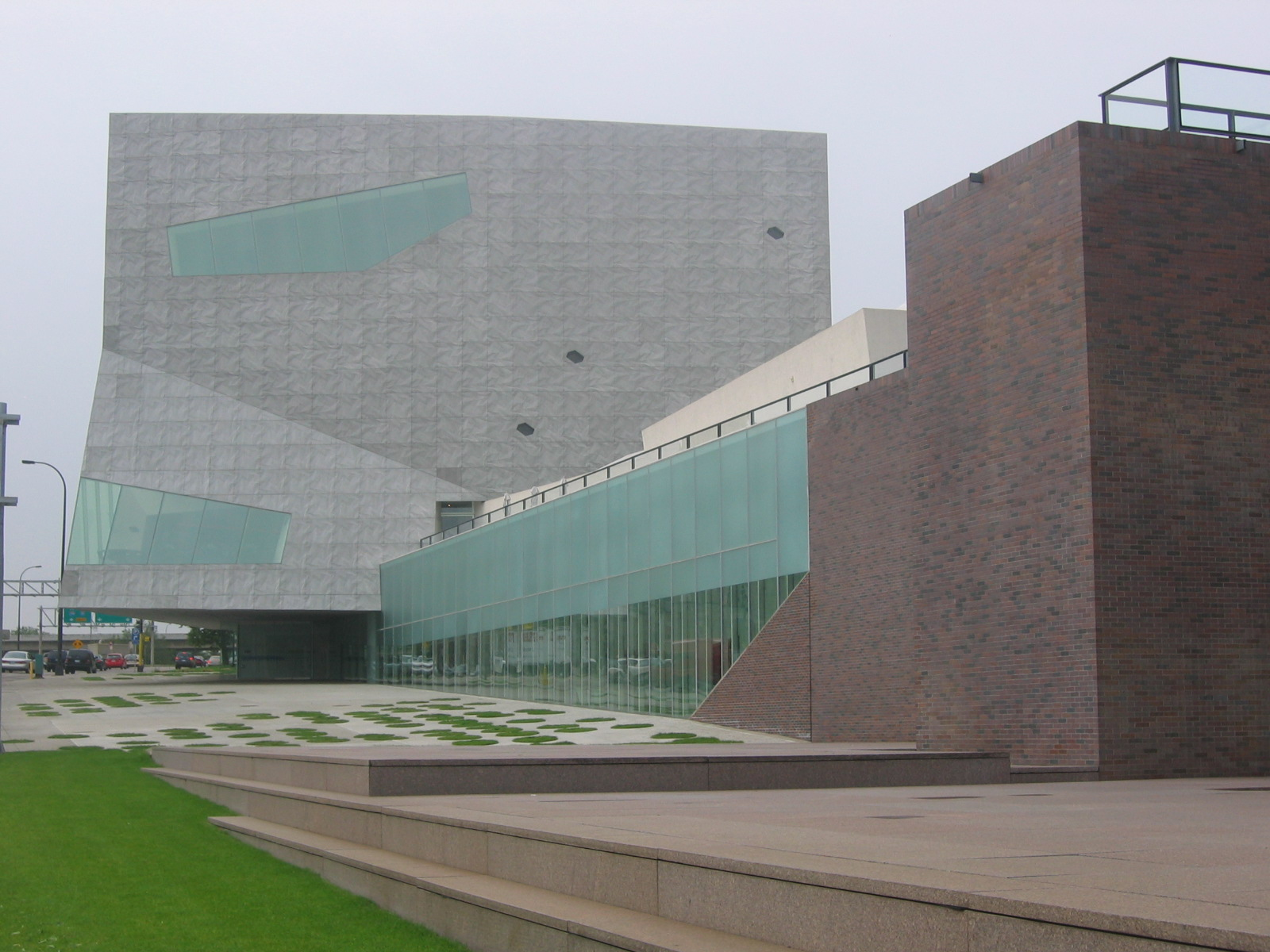
Walker Art Center

Herzog & de Meuron Architekten — швейцарське архітектурне бюро, засноване в Базелі в 1978 році Жаком Герцогом та П'єром де Мевроном. 
Фірмовими рисами їх проектів є мінімалізм та використання експериментальних матеріалів. 

## Найбільші роботи
- 1992 Колекція Гетц, Мюнхен
- 1997 Будівля Федеральної Залізниці Швейцарії, Базель
- 1999 Винзавод Dominus, Каліфорнія
- 2000 Tate Modern, Лондон
- 2001 Санкт-Якоб Парк, Базель
- 2003 Laban Dance Centre, Лондон
- 2004 Forum Building, Барселона
- 2005 Альянц Арена, Мюнхен
- 2005 Меморіальний музей М. Х. де Янг, Сан Франциско
- 2005 Центр мистецтв Вокера, Міннеаполіс
- 2008 CaixaForum, Мадрид
- 2008 Тенерифе Еспасіо де лас Артес, Санта-Крус-де-Тенерифе
- 2008 Пекінський національний стадіон, Пекін
- 2016 Ельбська філармонія, Гамбург

## Нагороди
- 1999 Премія Рольфа Шока
- 2001 Прітцкерівська премія
- 2001 Срібна премія Рейсшіна
- 2003 Премія Штірлінга
- 2007 Королівська Золота Медаль та Імператорська премія